# Jules Röthlisberger
Jules Röthlisberger, né le 17 février 1851 à Neuchâtel et décédé le 25 août 1911 à Chaumont sur Neuchâtel, est un ingénieur suisse en génie civil, formé à l’École polytechnique fédérale à Zurich, où il a suivi l’enseignement du professeur Carl Culmann (1821 – 1881), auteur de la « statique graphique » en 1864/1866. Il a réalisé de nombreux ponts en Suisse, en Italie, en Europe centrale et en Europe de l’Est. Il a projeté le pont sur la Schwarzwasser (canton de Berne), le pont du Kirchenfeld à Berne et le viaduc de Paderno sur l’Adda ou pont San Michele, en Lombardie,.

## Éléments biographiques

### Famille et formation
Jules Röthlisberger est né le 17 février 1851 à Neuchâtel. Il est le fils de Frédéric Röthlisberger, ferblantier, et de Marie-Elise, née Loup. Il est originaire de Langnau dans l’Emmental, plus tard aussi de Neuchâtel. Il étudie notamment le latin et le grec au Gymnase de Neuchâtel. En 1868, il suit l’année de cours préparatoire du « Vorkurs » permettant d’entrer au « Polytechnicum », l’École polytechnique fédérale à Zurich (EPFZ). En 1868, à l’âge de 17 ans, il est admis dans le département de génie civil. L’enseignement est dispensé par des professeurs prestigieux, dont le professeur Carl Culmann, auteur de la « Statique graphique », publiée en 1864 et 1866. Il termine ses études en 1872 à l'age de 21 ans.
Le 18 mai 1875, Jules Röthlisberger épouse Blanche Colomb (1851 – 1922), fille de Charles Daniel Colomb, notaire à Neuchâtel, et de Julie Marie, née Bohn (1831 – 1916). Ils habitent successivement à Berne, à Milan et à Turin, jusqu’au décès de Jules Röthlisberger.
Ils ont une fille unique, Blanche Röthlisberger (1876 - 1939), née à Berne, qui épouse à Turin en 1896 Robert Gubser (1862 - 1902), ingénieur civil diplômé de l'École polytechnique fédérale de Zurich. Ce dernier est le fils de Beat Gubser (1836 - 1882), ingénieur civil, originaire de  Walenstadt (canton de Saint-Gall), constructeur de la ligne de chemin de fer du Toggenbourg (de) ouverte en 1870, du pont ferroviaire de Brugg (de) sur l' Aar de la ligne du Bözberg et de nombreux ponts métalliques en Suisse orientale.

### Ingénieur dans l’entreprise de construction Ott & Cie (1872 -1883)
Avant d’avoir terminé ses derniers examens, Jules Röthlisberger entre en 1872 dans la société de constructions métalliques Ott & Cie à Berne. Cette entreprise fut créée en 1864 à partir de la forge familiale par Gottlieb Ott (de) (1832 – 1882), ingénieur diplômé du Polytechnicum de Karlsruhe.
Jules Röthlisberger travaille sous la supervision de Moritz Probst (de)(1838 – 1916), ingénieur diplômé de l’EPFZ, engagé en 1869 par l’entreprise Ott & Cie et chef de l'atelier de construction de ponts. Sous sa conduite, l’entreprise développe une fructueuse activité dans la construction de ponts, d’ouvrages métalliques et de fondations. Gottlieb Ott décède à la fin de l’année 1882. Après l’inauguration du pont du Kirchenfeld, le 24 septembre 1883, l’entreprise est liquidée.
Jules Röthlisberger est l’ingénieur chargé de la conception et du calcul de nombre de ces projets de construction en fer. Les plus importants sont les suivants :
- 1876 – 1877 : pont ferroviaire de Mellingen (de)sur la Reuss (canton d'Argovie), long de 193 m.
- 1879 – 1881 : pont routier du Javroz entre Bulle et Charmey (canton de Fribourg), long de 110 m avec une arche d'une ouverture de 86 m[5]. Ce pont a été reconstruit en 1950 avec une arche en béton.
- 1880 – 1882 : pont routier sur la Schwarzwasser (de)(canton de Berne), long de 167 m avec une arche d'une ouverture de 114 m.

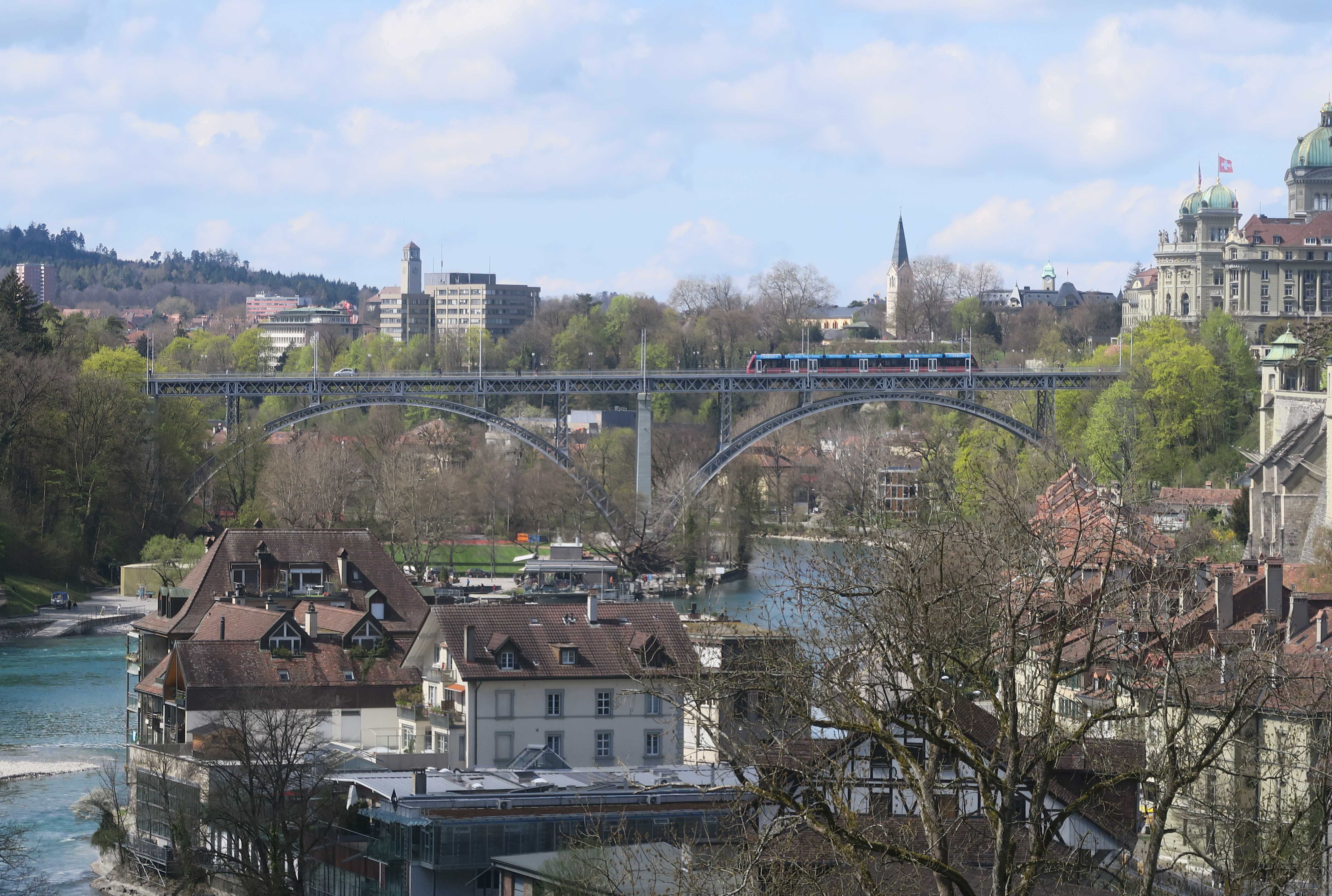
Pont du Kirchenfeld sur l'Aar à Berne

- Pont du Kirchenfeld sur l'Aar à Berne1881 – 1883 : pont routier du Kirchenfeld (ville de Berne) sur l’Aar, long de 229 m avec deux arches, chacune d'une ouverture de 81 m.

### Bureau d’ingénieurs Röthlisberger & Simons (1883 - 1884)
En 1883, Jules Röthlisberger s’associe avec Paul Simons, ingénieur civil, (1854 – 1903) et ouvre un bureau d’ingénieurs à Berne, puis à Milan. La Suisse se trouve alors dans une période de récession, alors que l’Italie connaît un développement rapide de ses infrastructures.
Le bureau Röthlisberger & Simons participe en 1883 au concours international pour la conception de deux ponts ferroviaires à Cernavodă (Roumanie) sur le Danube et à Fetești sur le bras Borcea du Danube. Leur projet de pont sur le Danube est formé de trois arcs chacun d’une longueur de 207 m. Aucun projet n’est classé au 1er rang, ni retenu. Leur proposition reçoit une « seconde mention honorable ». Le pont est construit entre 1890 et 1895 par l'ingénieur roumain Anghel Saligny (1854 - 1925). Il est alors appelé pont Roi-Charles-I.
Fin 1884, Jules Röthlisberger est engagé par la Società Nazionale delle Officine di Savigliano (SNOS) à Turin, Paul Simons rentre à Berne où il ouvre son propre bureau d’ingénieurs ; il réalise le pont du Kornhaus avec une grande arche centrale sur l’Aar à Berne.

### Ingénieur en chef des constructions à la Società Nazionale delle Officine di Savigliano (1884 - 1910)

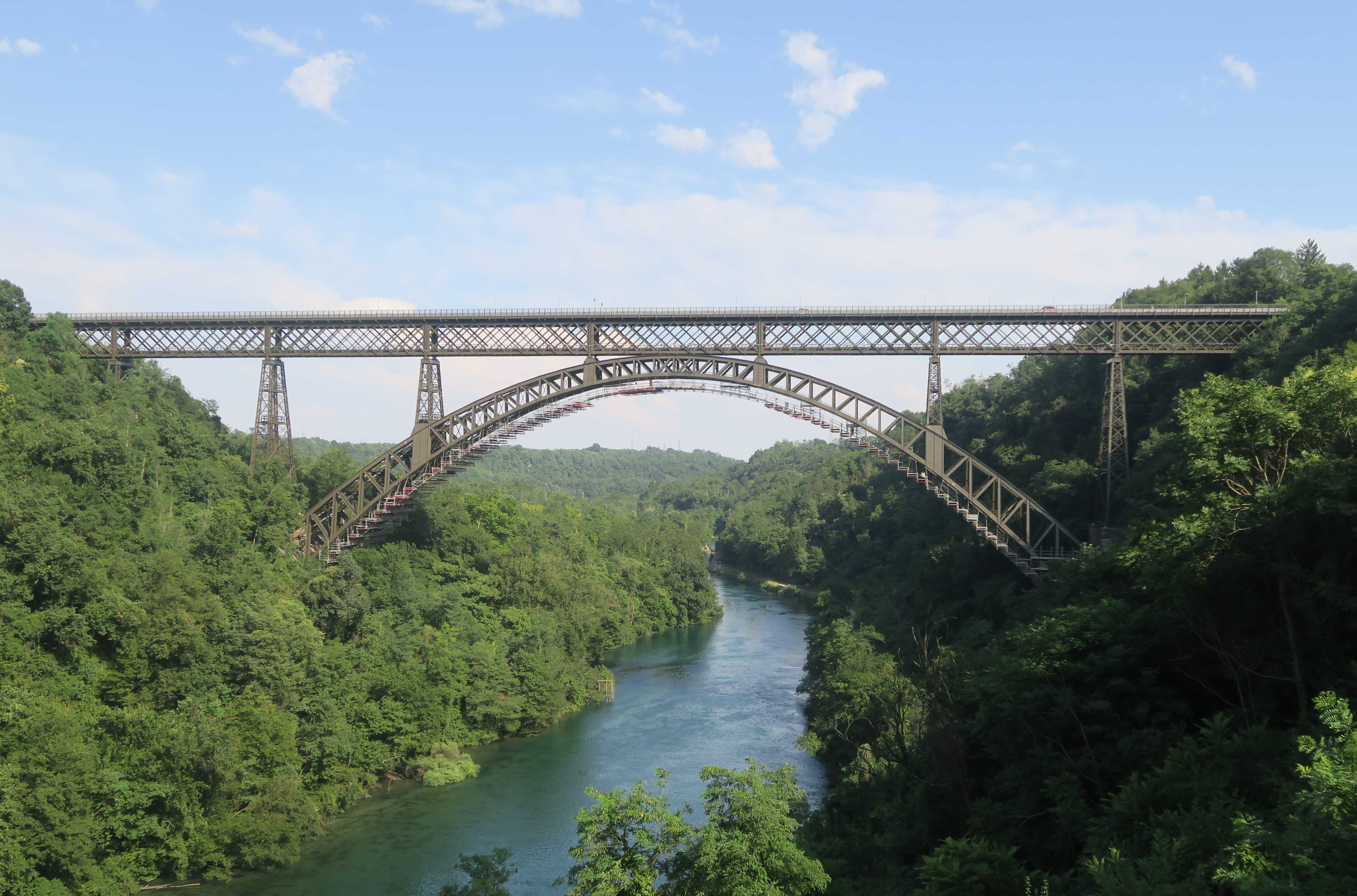
Pont de Paderno sur l'Adda ou pont San Michele en Lombardie en 2021.

Fin 1884, Jules Röthlisberger est engagé en qualité d’ingénieur en chef des constructions par la Société Nazionale delle Officine di Savigliano (SNOS) à Turin. L’entreprise est fondée en 1880 grâce à l’apport de capitaux d’Ernest Rolin (1841 – 1918), entrepreneur belge, propriétaire d’une entreprise internationale de constructions à Braine-le-Comte en Belgique. La SNOS est dirigée entre 1880 et 1915 par Ottavio Moreno (1838 – 1917).
Les projets les plus importants sont les suivants :
- 1884 – 1886 : pont routier de Trezzo sur l'Adda (it) en Lombardie, long de 112 m avec une arche d'une ouverture de 63 m. Le pont est transformé en 1953.
- 1885 – 1887 : pont ferroviaire de Casalmaggiore sur le Pô, long de 1 085 m.
- 1887 – 1889 : viaduc ferroviaire et routier de Paderno sur l'Adda ou ponte San Michele en Lombardie, long de 266 m avec une arche d'une ouverture de 150 m[7],[8].

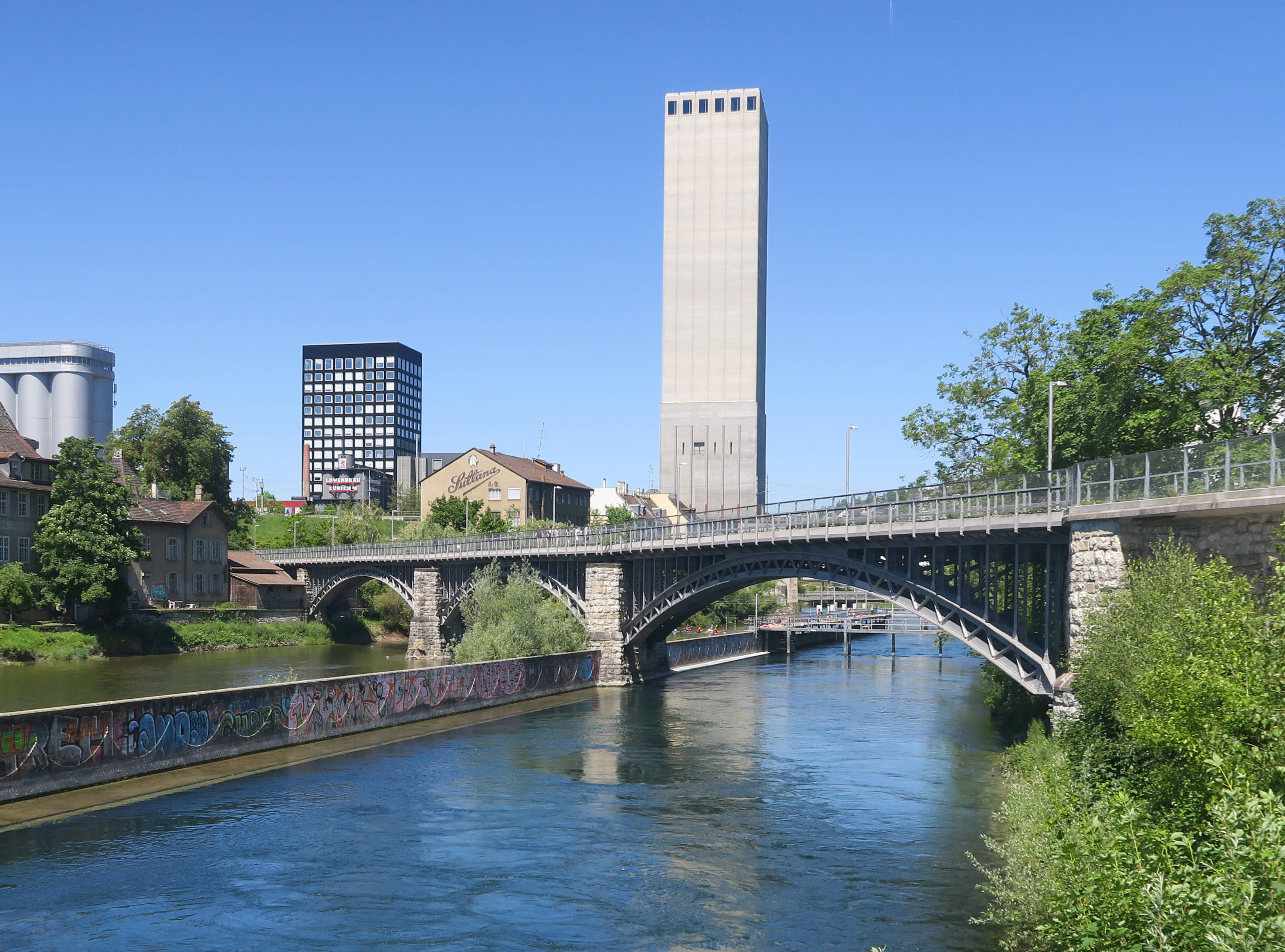
Viaducs de l'Aussersihl : ancien pont ferroviaire du Letten en 2021 sur la Limmat. La ligne reliait la gare principale de Zurich à la rive droite du lac de Zurich. Le pont est utilisé par les piétons et les cyclistes.

- Viaducs de l'Aussersihl : ancien pont ferroviaire du Letten en 2021 sur la Limmat. La ligne reliait la gare principale de Zurich à la rive droite du lac de Zurich. Le pont est utilisé par les piétons et les cyclistes.1887 – 1892 : pont de Crémone sur le Pô : pont mixte routier et ferroviaire à simple voie, long de 985 m[9].
- 1889 – 1894 : viaducs d'Aussersihl (de) à Zurich : ensemble de ponts ferroviaires.
- 1894 – 1896 : ponts ferroviaires d’Ujpest en Hongrie sur le Danube, long de 678 m, et sur le bras du Danube, long de 226 m.
- 1905 – 1908 : pont routier de Plaisance sur le Pô, long de 608 m. Le pont est reconstruit en 2010,
- 1910 – 1912 : pont routier della Becca (it) au sud de Pavie sur le Pô et le Tessin, long de 1 040 m.

### Ingénieur conseil à la SNOS (1910 - 1911)
Atteint dans sa santé, Jules Röthlisberger devient ingénieur-conseil à la SNOS. Il remplit des fonctions d'expert. En 1911, il publie à Turin un livre à l'intention des ingénieurs "Moments sur les appuis des poutres continues".

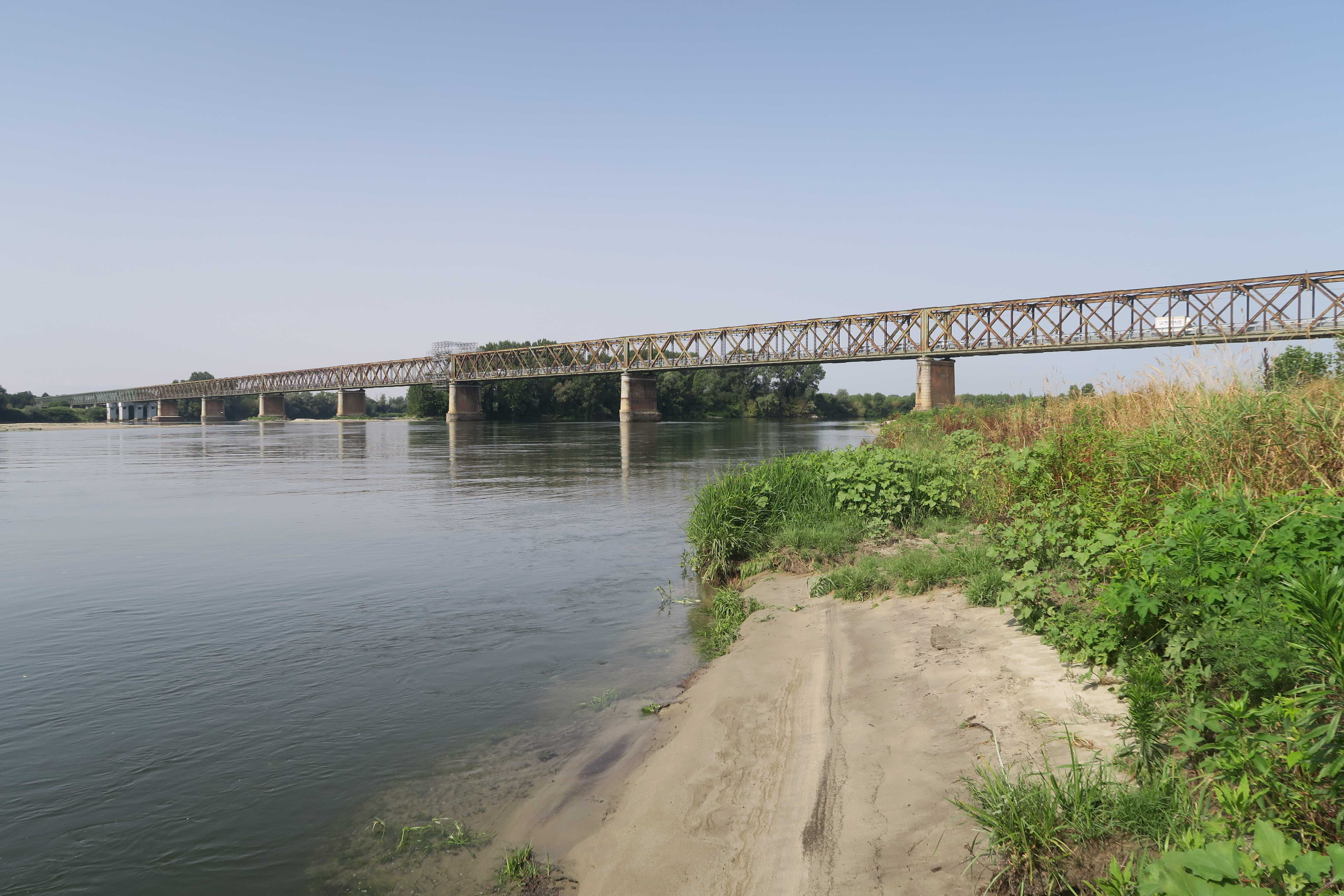
Pont della Becca sur le Pô en le Ticino, au sud de Pavie en 2021

## Expertise concernant la catastrophe ferroviaire du pont de Münchenstein (1892)
En 1892, Jules Röthlisberger est chargé par le Conseil d’État du canton de Bâle-Campagne de procéder à une deuxième expertise concernant les causes de la catastrophe ferroviaire du pont de Münchenstein (orthographié alors Mönchenstein) sur la Birse. Le 14 juin 1891,  le pont, construit entre 1875 et 1876 par l’entreprise Eiffel, s’est subitement effondré à l’entrée d’un train spécial en provenance de Bâle, chargé de voyageurs se rendant à une fête de musique. L’accident fait septante-trois morts. Une première expertise avait été confiée aux réputés professeurs Wilhelm Ritter (1847 - 1906) et Ludwig von Tetmajer (de) (1850 – 1905) de l’EPFZ. Ils avaient conclu que l'effondrement était dû au flambage d'un élément du treillis du pont.
Sur la base de ses calculs, vérifiés par des mesures de déformation du pont de Viège qu’il avait construit en 1877, Jules Röthlisberger écrit dans son rapport du 15 juillet 1892 que ces conclusions sont erronées : une crue avait endommagé en 1881 la culée amont du pont, côté Bâle, et affaibli sa structure. Son avis sera confirmé par deux experts mandatés par le Conseil fédéral, dont Édouard Collignon (1831 – 1913), professeur à l’ Ecole des ponts et chaussées à Paris.

## Protection de l’héritage de Jules Röthlisberger
De nombreux ouvrages métalliques de Jules Röthlisberger sont classés au titre de monuments historiques. Ils appartiennent au patrimoine architectural et industriel de la fin XIXe siècle et du début du XXe siècle.
En Suisse, le pont du Kirchenfeld à Berne est un monument d’importance nationale. Les ponts de l’Aussersihl, notamment le pont du Letten, à Zurich figurent à l’inventaire des monuments historiques du canton de Zurich.
En Italie, le viaduc de Paderno sur l’Adda ou pont San Michele et le ponte della Becca sur le Pô et le Ticino près de Pavie font partie des biens culturels de la Région Lombardie,.
Depuis 2018, le viaduc de Paderno sur l’Adda ou pont San Michele fait partie d’un groupe de six ponts métalliques à grande arche, de la fin du XIXe siècle, candidats pour figurer dans la liste du patrimoine mondial de l’humanité de l'UNESCO. Les cinq autres ponts sont les suivants : viaduc Maria Pia à Porto réalisé entre 1875 et 1877 par Gustave Eiffel et Théophile Seyrig ; viaduc de Garabit dans le Cantal proposé par Léon Boyer et réalisé entre 1880 et 1884 par Gustave Eiffel et Maurice Koechlin ; viaduc dom Luis à Porto réalisé entre 1881 et 1886 par Théophile Seyrig ; viaduc de Müngsten en Rhénanie du Nord-Westphalie réalisé entre 1893 et 1897 par Anton von Rieppel (de) ; viaduc du Viaur entre les départements du Tarn et de l'Aveyron réalisé entre 1895 et 1902 par Paul Bodin.

## Publications
- (it) « Il Ponte sullo Schwarzwasser », Il Politecnico - Giornale dell'ingegnere architetto civile ed industriale , Milan, avril 1884 (lire en ligne)
- (it) « Del ponte ad arco sull’Adda vicino a Trezzo e di un metodo analitico-pratico per calcolare la resistenza di un arco metallico », L’ingegneria civile e le arti industriali, Torino, agosto 1886, p. 113-119 (lire en ligne); settembre 1886, p. 129-133 (lire en ligne), dicembre 1886, p. 177-182 (lire en ligne). Le numéro d’août (tavole X – XIII) (lire en ligne) contient une illustration et des plans du pont
- « Calcul de la poussée de l’arc élastique à deux pivots », Schweizerische Bauzeitung, 10 mars 1887, p. 73-75 (Lire en ligne )
- (it) Il Viadotto di Paderno sull’Adda, Società nazionale delle Officine di Savigliano, Turin, 1889
- « Essais du Viaduc de Paderno sur l’Adda », Schweizerische Bauzeitung, 8 juin 1889, p. 137-138 (lire en ligne )
- (fr+de) Réponse aux questions posées par le Département de justice de Bâle-Campagne au sujet de la catastrophe du pont de Mönchenstein – Annexe : Essais du pont de Viège, Berne, 1892
- Moments sur les appuis des poutres continues dont le moment d’inertie est constant et dont les travées intermédiaires ont la même portée – Lignes d’influence des déformations élastique des poutres à réaction variables, Turin, Unione tipografico-editrice Torinese, 1911